# Esquirol llistat de Merriam
L'esquirol llistat de Merriam (Neotamias merriami) és una espècie de rosegador de la família dels esciúrids. Viu a Mèxic (Baixa Califòrnia) i els Estats Units (Califòrnia). Els seus hàbitats naturals són els pendents de chaparral barrejat amb boscos de pins i roures, pins pinyoners i ginebres o bardisses. És una espècie en risc mínim, és a dir, no sembla que hi hagi cap amenaça significativa per a la seva supervivència.
Aquest tàxon fou anomenat en honor del metge i naturalista estatunidenc Clinton Hart Merriam.